# Amber Pate
Amber Pate, née le 21 avril 1995 à Katherine, est une coureuse cycliste professionnelle australienne.

## Biographie

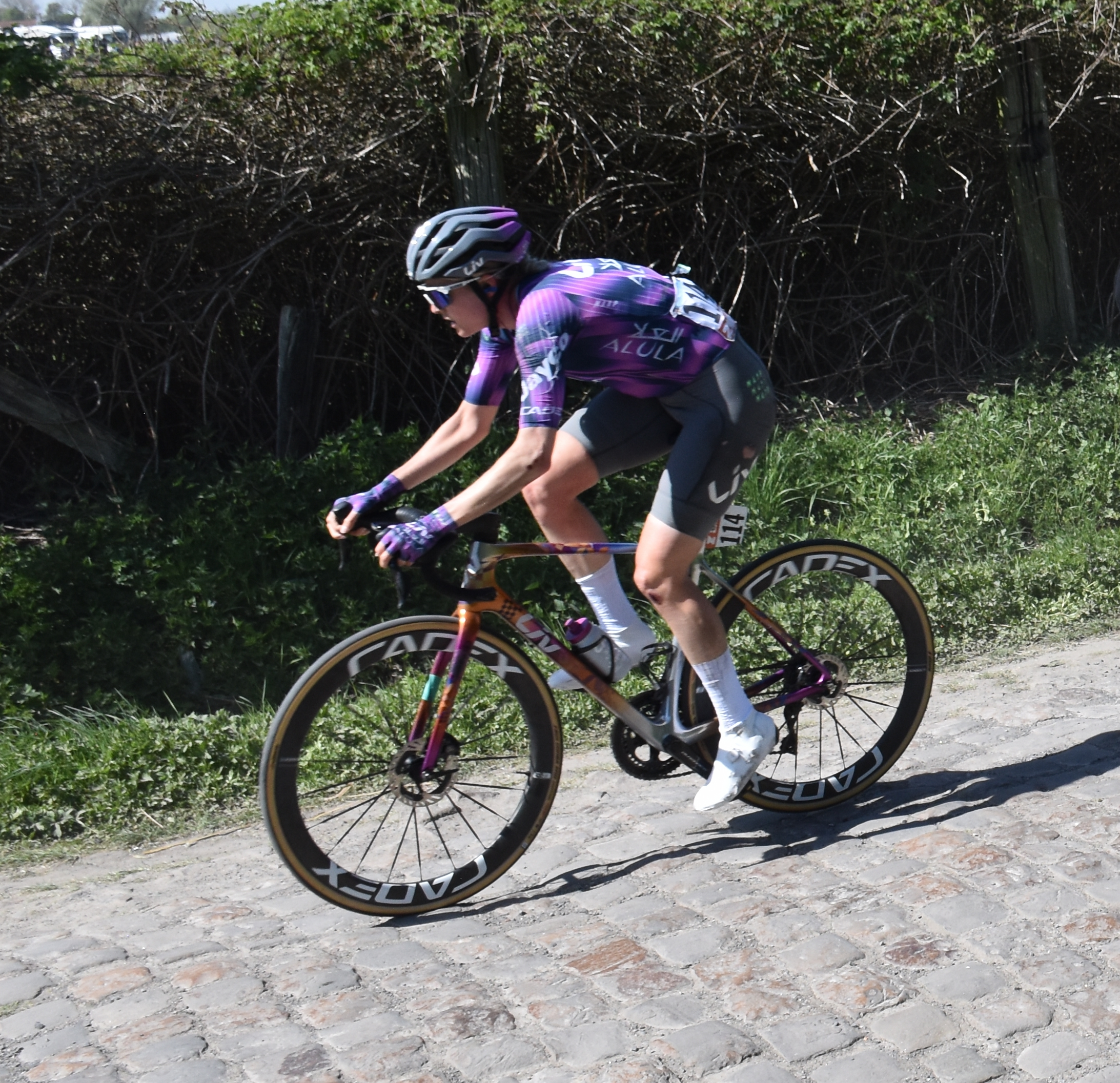
Amber Pate #114, 50e de Paris-Roubaix 2025.

Amber Pate grandit à Katherine, dans Territoire du Nord, où elle est née. Jeune elle s'adonne principalement à la natation. Elle s'oriente ensuite vers le triathlon, où elle apprécie principalement le cyclisme.
À partir de 2020, elle décide de se concentrer uniquement sur cette discipline. Aux championnats d'Océanie 2022, elle remporte la médaille d'argent sur le contre-la-montre et la médaille de bronze sur la course en ligne. Elle apparaît ensuite pour la première fois dans des courses en Europe avec son équipe de l'époque et l'équipe nationale. 
Après une saison 2022 avec l'équipe S-Bikes Doltcini, elle signe un contrat professionnel avec l'équipe World Tour Jayco-AlUla pour la saison 2023. Aux championnats nationaux de la même année, elle remporte le titre sur le critérium. Au niveau international, elle décroche son premier top 10 en 2024, en terminant septième de la première étape du Tour du Pays basque. En 2025, elle est à nouveau  championne d'Australie du critérium.

## Palmarès sur route

### Par années
- 2022
  -  Médaillée d'argent du championnat d'Océanie du contre-la-montre
  - 2e du championnat d'Australie du contre-la-montre
  -  Médaillée de bronze du championnat d'Océanie sur route
- 2023
  -  Championne d'Australie du critérium
- 2025
  -  Championne d'Australie du critérium
  - 2e du championnat d'Australie du contre-la-montre

### Résultats sur les grands tours

#### Tour d'Italie
2 participations
- 2024 : 75e
- 2025 : 56e

#### Tour de France
2 participations
- 2023 : 72e
- 2024 : abandon (8e étape)

#### Tour d'Espagne
1 participation
- 2023 : 49e
- 2025 : 76e

### Classements mondiaux
| Année                                 | 2021 | 2022 | 2023 | 2024 |
| ------------------------------------- | ---- | ---- | ---- | ---- |
| Classement UCI                        | 363e | 128e | 415e | 333e |
| UCI World Tour                        | nc   | nc   | 158e | 146e |
|                                       |      |      |      |      |
| Légende : nc = non classéSource : UCI |      |      |      |      |